# 조선총독부 중앙시험소
중앙시험소 청사는 대한민국의 유형문화재 제279호로 지정된 한국방송통신대 별관이다. 20세기 초부터 2008년 12월까지 공업전습소 본관으로 잘못 알려져 있었다. 2008년 12월, 서울대 건축사 연구실의 주상훈 연구원은 ‘구 공업전습소 본관’이라고 알려진 한국방송통신대 별관이 사실은 조선총독부의 중앙시험소 건물임을 밝혔다. 현 건물터에는 1912년 이후 중앙시험소가 전습소 건물을 헐고 자리를 잡았지만, 1910년대 중반 이후 ‘중앙시험소’가 ‘구 공업전습소 본관’을 계승한 것으로 알려져 왔던 것이다. 《한국 양식건축 80년사》(윤일주, 1966), 《한국현대미술사 (건축)》(1978)에서 오류가 되풀이됐고, 이를 근거로 이 건물은 1981년 9월 ‘구 공업전습소 본관’이란 이름으로 사적에 지정됐다. 이런 잘못은 1987년 건축사가 김정동이 쓴 ‘한국 근대건축의 재조명’이란 연재물에서도 이어졌다.

## 참고자료
- 구 공업전습소 본관 - 국가유산청 국가유산포털